# 33829 Asherson
33829 Asherson este o planetă minoră (asteroid) din centura de asteroizi. A fost descoperită pe 10 martie 2000 la Experimental Test Site⁠(d) de Lincoln Near-Earth Asteroid Research. 
Obiectul prezintă o orbită caracterizată de o semiaxă mare de 2,2318405 UAi, o excentricitate de 0,13, o înclinație de 1,54893 ° în raport cu ecliptica.